# ベルニサルティア
ベルニサルティア（学名： Bernissartia）は、前期白亜紀に現在のヨーロッパに生息していた、ワニ形上目新鰐類の属。後期ジュラ紀のゴニオフォリスよりも派生的であり、系統的には正鰐類に近い。約1億2900万 - 1億2500万年前（バレミアン期）にあたるベルギーの地層から化石が産出している。

## 特徴

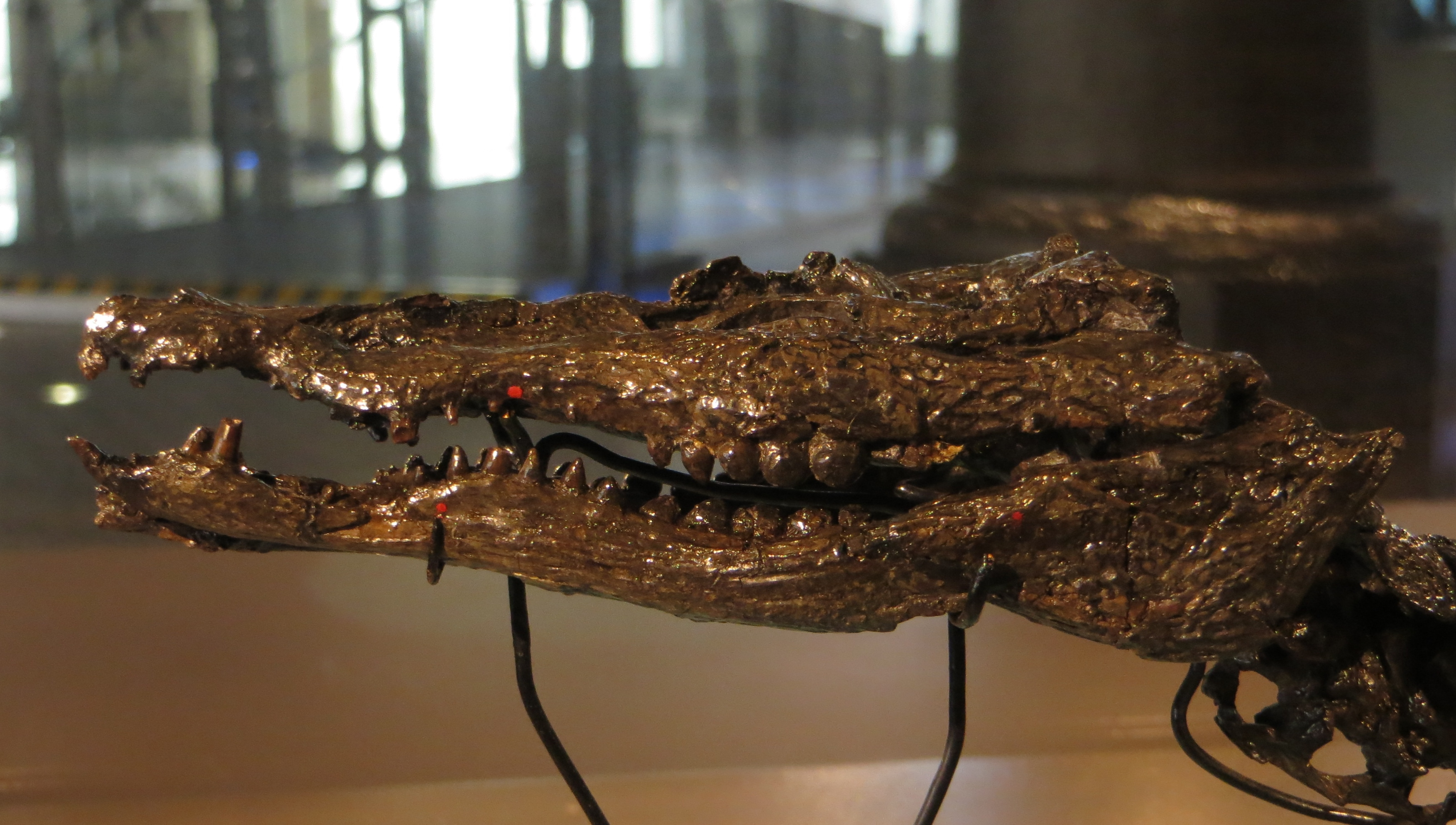
頭骨

ワニ形類の背側皮骨板の進化を示した図。左からベルニサルティア、スシスクス、イシスフォルディア、現生のイリエワニ

全長は60センチメートルで、ワニ形上目としては小型の部類である。口の奥の歯は球状を呈しており、甲殻を持つ動物を捕食していた可能性がある。
ワニ形上目の内鼻孔はゴニオフォリス科の時点で後方へ移動しつつあったが、ベルニサルティアではさらに後方へ移動し、口蓋骨と翼状骨の境界に位置している。この特徴は獲物を口腔内に咥えたまま呼吸が可能となる点で半水棲生活に適しており、ベルニサルティアよりも派生的な正鰐類では翼状骨の内部にまで侵入している。また、ベルニサルティアは背中を覆う背側皮骨板（鱗板骨）の列数の進化において重要である。1990年の研究では、列数は4列とされていたが、2000年代からはゴニオフォリス科と同じく2列とされるようになった。ただし、主要の2列の外側に小型の皮骨が存在する。ゴニオフォリス科より進化した形態として、各鱗板骨に隆起を持っていることが特徴。しかし現生ワニ類は鱗板骨一つにつき1つずつしか隆起を持っていないが、ベルニサルティアには2つずつ存在する。鱗板骨はより進化したスシスクスにおいて隆起の間を分割するように4列まで列数が増えた（現生のワニ類では6列）。鱗板骨の列数、というよりも1枚1枚の大きさは、椎骨の関節の安定性との因果関係が示唆されている。スシスクスの研究の例では、鱗板骨の分割により、横方向にうねる動きがより柔軟にできるようになったとされる。
ゴニオフォリスと同様の扁平な体や、頭部の上に位置する各感覚器官（目・鼻・耳）、水平方向に張り出した四肢は、彼らやベルニサルティアが現生のワニと同様の半水棲生活に適応していたことを示唆する。すなわち、現在のワニが占めているような水辺の待ち伏せ型捕食動物の生態的地位は、当時のワニ形上目が既に進出していたのである。